# Coggeshall Abbey

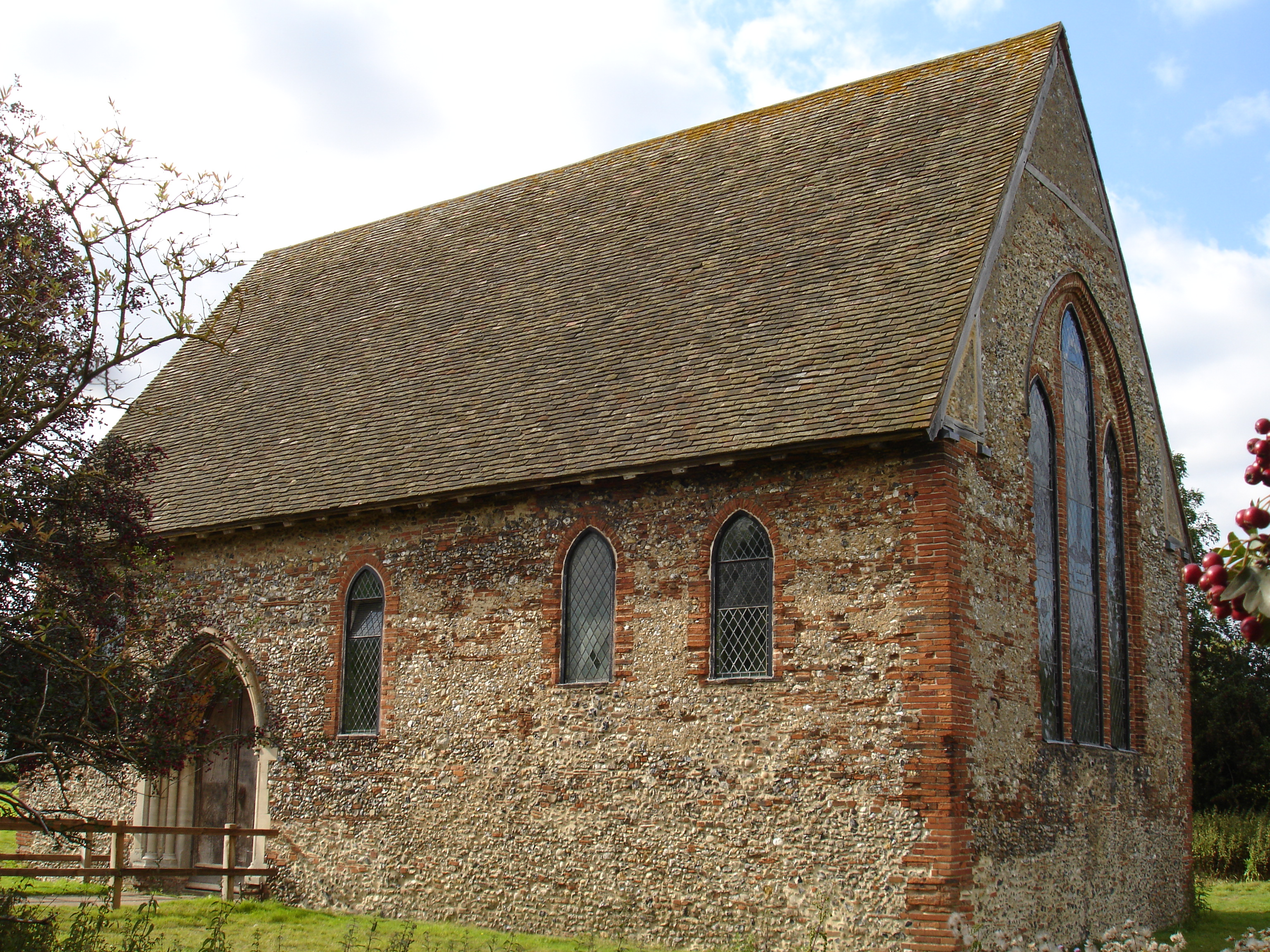
Torkapelle

Coggeshall Abbey ist ein ehemaliges Zisterzienserkloster in England. Die Reste des Klosters liegen in rund 600 Meter von der Mitte des Dorfs Coggeshall in der Grafschaft Essex zwischen Colchester und Braintree am Ufer des Flusses Blackwater.

## Geschichte
Das der Kongregation von Savigny angehörende Kloster wurde im Jahr 1140 König Stephan und seiner Gattin Mathilda von Boulogne gestiftet. Im Jahr 1147 schloss es sich mit der Kongregation von Savigny dem Zisterzienserorden an, in dem es der Filiation der Primarabtei Clairvaux angehörte. Der sechste Abt, Ralph von Coggeshall (1207 bis 1218), verfasste eine mehrbändige Chronik, Chronicon Anglicanum, u. a. über den dritten Kreuzzug, an dem er teilgenommen hatte. 1216 drang die Armee des Königs Johann gewaltsam in das Kloster ein und requirierte 23 Pferde. Seit 1250 verfügte das Kloster über das Privileg, am Fest Petri Kettenfeier einen achttägigen Jahrmarkt abzuhalten, seit 1256 zusätzlich einen Sonntagsmarkt, der später auf den Donnerstag verlegt wurde. Von der Pest wurde die Abtei, die wesentlich von der Schafzucht lebte, schwer getroffen. 1370 war das Kloster sehr verarmt. Während der Bauernrevolte 1381 wurde es geplündert. Im Jahr 1538 wurde das Kloster von der Krone eingezogen und anschließend Sir Thomas Seymour überlassen. In der zweiten Hälfte des 19. Jahrhunderts fanden Restaurierungsarbeiten statt. Gegenwärtig steht es im Eigentum der Familie Brew.

## Anlage und Bauten
Die Anlage entsprach ursprünglich dem bernhardinischen Plan (Kirche mit Rechteckchor, Querhaus, dreischiffiges Langhaus zu acht Jochen, im 15. Jahrhundert neu erbaut; Klausur rechts (südlich) von der Kirche). Der Südostflügel der Klausur ist erhalten, ebenso die 1896 restaurierte, ehemals dem hl. Nikolaus geweihte Torkapelle aus dem 13. Jahrhundert (Little Coggeshall Church), eines der frühesten englischen Ziegelgebäude. 1581 wurde östlich des Ostflügels der Klausur ein Herrenhaus errichtet, der Rest der Klostergebäude wurde schnell abgebrochen. Der Plan der Anlage kann durch Spuren im Gras bei trockenem Wetter erschlossen werden.